# Rockit (Herbie Hancock)
Rockit è un singolo di Herbie Hancock del 1983.

## Composizione
Rockit venne composta e registrata in vari studi di registrazione, fra cui gli Eldorado Studios di Hollywood e i BC Studios di Brooklyn, che a quel tempo erano di proprietà di Martin Bisi. Rockit venne composta servendosi di un sequencer Fairlight, una drum machine Oberheim DMX e un vocoder. si avvalse della collaborazione di molti ospiti, fra cui Bill Laswell e Michael Beinhorn dei Material, che produssero la traccia, Daniel Ponce ai batá, e D.ST, che suonò un assolo di giradischi (servendosi, secondo David Toop, di un disco di gamelan). Inoltre, nel brano sono presenti i campionamenti di Change the Beat di Fab 5 Freddy e di una chitarra ripresa da Coda dei Led Zeppelin. La traccia è considerata una novelty.

## Video musicale
Il video musicale venne diretto dal duo Godley & Creme, ex membri dei 10cc, e mostra delle sculture mobili simili a robot (realizzate da Jim Whiting) che ballano, si muovono e talvolta camminano a tempo di musica in una casa di Londra. A volte appare uno schermo che mostra Hancock mentre suona la tastiera. Alla fine del video, il televisore che trasmette il filmato con Hancock viene distrutto di fronte alla porta della casa. Il video vinse cinque MTV Video Music Awards nel 1984 per il miglior video concettuale e i migliori effetti speciali e guadagnò due Billboard Video Music Awards per il video più innovativo e la migliore direzione artistica.

## Accoglienza
Nonostante avesse raggiunto soltanto la settantunesima posizione delle classifiche di Billboard, Rockit viene considerato una pietra miliare dell'hip hop.

## Formazione
- Herbie Hancock – sintetizzatore
- Bill Laswell – strumentazione elettronica, produzione
- Michael Beinhorn – strumentazione elettronica
- Daniel Ponce – batá
- D.ST – giradischi
- Mr. C – giradischi
- Boo-Ski – giradischi
- Martin Bisi – ingegnere del suono
- Grandmaster Caz – giradischi
- Dave Jerden – ingegnere del suono

## Tracce
1. Rockit (Short Version) – 3:37
2. Rockit (Long/Album Version) – 5:22